# Limbano Sánchez
Limbano Sánchez Rodríguez (Santiago de Cuba, 18 de mayo de 1845, - Ibídem, 28 de septiembre de 1885) fue un caudillo militar independentista cubano. Personaje polémico, llegó a alcanzar los grados de Mayor General del Ejército Mambí. 

## Orígenes y primeros años
Nació el 18 de mayo de 1845 en Santiago de Cuba. Participó en la Guerra de la Restauración de la República Dominicana (1863-1865), alcanzando los grados militares de sargento de artillería en el ejército dominicano. 

## Guerra de los Diez Años
Con el estallido de la Guerra de 1868 se incorporó a la revolución, alzándose en Baracoa. Se destacó particularmente en la zona de Holguín, combatiendo bajo las órdenes de Máximo Gómez y Calixto García. 
En 1872 ya llevaba los grados de Comandante. Entre el 19 y el 20 de diciembre de 1872 atacó Holguín, bajo el mando del Mayor General Calixto García. El 18 de enero de 1873 recibió su ascenso a Teniente Coronel, siendo el jefe del Regimiento Holguín. Fue herido en el combate de Guabino, el 1 de febrero de 1876. 

### Insubordinaciones
Apoyó al general Vicente García González durante la Sedición de Santa Rita. El 11 de mayo de 1877 se sublevó en Holguín, demandando reformas y desconociendo a sus jefes, el entonces Teniente Coronel puertorriqueño Juan Rius Rivera y el Mayor General Antonio Maceo. La intervención oportuna del Mayor General Máximo Gómez lo hizo retornar a la obediencia. En septiembre de ese mismo año, apoyó la instauración del Cantón Independiente de Holguín inicialmente. Posteriormente rectificó su actitud.

### Protesta de Baraguá
Rechazó de plano el Pacto del Zanjón. Se unió a los Maceo y demás oficiales cubanos en la Protesta de Baraguá. El gobierno provisional del Mayor General Manuel de Jesús Calvar lo ascendió a Coronel el 17 de marzo de 1878, designándolo jefe de la brigada de Holguín Occidental para proseguir la guerra. El 25 de mayo de 1878, ante la imposibilidad de continuar la lucha, capituló.

## Guerra Chiquita
Al estallar la Guerra Chiquita se alzó en armas el 25 de septiembre de 1879, en Sabana de Duaba, Baracoa, manteniéndose como jefe de esa región. En enero de 1880 libró una acción en Renacas, Baracoa. 
Al percatarse del fracaso de la guerra, presentó varias demandas a los españoles condicionando su rendición. Los españoles aceptaron y Limbano depuso las armas el 25 de junio de 1880. Sin embargo, tras firmar solemnemente la paz con España, fue traicionado y deportado por la fuerza a España. 

### Fuga, exilio y expedición armada a Cuba
En España guardó prisión en Chafarinas y otros lugares. Permaneció en prisión desde 1880 hasta 1884, cuando se fugó con el Brigadier Ramón González y otros patriotas cubanos. 
Tras muchos sacrificios y dificultades para adquirir armamento, municiones y el buque que lo conduciría a Cuba, Limbano y sus hombres decidieron salir del territorio estadounidense. Sigilosamente, tras pasar por diferentes lugares, el 17 de mayo de 1885 la expedición partió de República Dominicana hacia Cuba.

## Desembarco y persecución
Los expedicionarios desmbarcaron de forma desordenada en las costas orientales de Cuba el 18 de mayo de 1885. No fue sino hasta el 27 de mayo cuando finalmente pudieron encontrarse. 
Para aquel entonces, Limbano y sus hombres ya habían perdido parte del armamento de reserva y eran perseguidos por los militares españoles, contra quienes ya habían combatido el 19 de mayo, a pocas horas del desembarco.
Las autoridades coloniales españolas decretaron el estado de sitio en toda la provincia de Santiago de Cuba. Entre los pocos hombres que se unieron a Limbano se infiltraron agentes al servicio de España, que fueron informándola, poco a poco, sobre todos los movimientos de los patriotas. 
De ese modo, los combatientes fueron cayendo en combate, otros hechos prisioneros y luego asesinados, o condenados a prisión. 

### Muerte
Existe controversia sobre la forma exacta en la que murió el general Limbano. Algunas fuentes indican que, al tratar de salvar la difícil situación en que se encontraban y pasar a la ofensiva, Limbano en unión de su segundo, el Brigadier Ramón González, intentó romper el cerco enemigo y desplazarse a mejor zona para sus operaciones, pero murió en la acción en algún momento entre mayo y septiembre de 1885. 
Sin embargo, otras fuentes indican que, acosado por el enemigo, se dirigió hacia la zona de Mayarí, acompañado siempre por su segundo, Ramón González. Encontrándose refugiados en una finca de Cayo Rey, propiedad de su compadre, el 28 de septiembre de 1885, éste los traicionó matándolos con café envenenado. El delator atrajo a las fuerzas españolas, quienes sacaron el cadáver hacia un camino próximo, donde simularon que había caído en un combate en Palmarito, lugar situado en el camino de San Luis a Cayo Rey, provincia de Santiago de Cuba. 